# Стрічкарка блакитна
Стрічкарка блакитна (Catocala fraxini) — вид комах з родини Совки (Noctuidae), один з 18 видів роду у фауні України.

## Морфологічні ознаки
Розмах крил — 78-108 мм. Основний фон передніх крил сірий з блакитним відтінком. Поперечні смуги хвилясті, чорнувато-бурі; торочка сіра. Задні крила чорні з широкою блакитною смугою та білою торочкою.

## Поширення
Вид поширений повсюдно в Палеарктиці та в Україні.

## Особливості біології
Дає одну генерацію на рік. Літ імаго — з липня до жовтня. Активний у сутінках та вночі. Відкладає у тріщини кори дерев по 1 або кілька яєць (всього до 900). Навесні з них виходить гусінь, яка розвивається до 48 діб (з травня до липня). Живиться листям тополі, осики, верби, ясена, дуба, берези, клена, вільхи та ін. Заляльковується у липні між листками дерев у нещільному коконі.

## Загрози та охорона
Занесено до Червоної книги України.
Загрози: застосування пестицидів для знищення шкідників лісу та садово-паркових культур.
Охорона не здійснюється. Доцільно охороняти метелика у комплексі з іншими видами у заповідниках.